# Callistus lunatus
Genre
Espèce
Callistus lunatus, le beau carabique à lunule, est une espèce de coléoptères de la famille des Carabidae, de la sous-famille des Licininae, de la tribu des Chlaeniini et de la sous-tribu des Callistina.
C'est la seule espèce de son genre (monotypique) : Callistus.

## Liste des sous-espèces
Selon BioLib (15 janvier 2022) :
- Callistus lunatus gratiosus Mannerheim, 1844
- Callistus lunatus lunatus (Fabricius, 1775)
- Callistus lunatus syriacus Pic, 1893